# Нынек
Нынек — село в Можгинском районе Удмуртии. Административный центр Нынекского сельского поселения.

## География
Село находится на расстоянии 30 км к юго-западу от города Можга, административного центра района, и 104 км к юго-западу от города Ижевск, столицы республики.

### Часовой пояс
Село Нынек, как и вся Удмуртская Республика, находится в часовой зоне МСК+1. Смещение применяемого времени относительно UTC составляет +4:00.

## Население
| 2008 | 2010 | 2012 |
| ---- | ---- | ---- |
| 567  | ↘471 | ↗474 |

## Улицы
| - ул. Ленина, - ул. Молодёжная, - пер. Прудовый, | - ул. Советская, - ул. Центральная, - ул. Юбилейная. |